# The Mustang
The Mustang ist ein Filmdrama von Laure de Clermont-Tonnerre, das am 31. Januar 2019 im Rahmen des Sundance Film Festivals seine Premiere feierte.

## Handlung
Der äußerst gewalttätige Häftling Roman Coleman ist gerade aus einem Hochsicherheitsgefängnis in ein Gefängnis in der Wüste von Nevada verlegt worden. Dieses Gefängnis nimmt an einem Programm des Bureau of Land Management teil, bei dem Wildpferde eingefangen, von Insassen gezähmt und anschließend versteigert werden. Hier bekommt er die Chance, an einem Rehabilitationsprogramm teilzunehmen, das das Zähmen wilder Mustangs beinhaltet. Er wird von einem Insassen namens Henry unter seine Fittiche genommen, der einige Erfahrung mit dem Trainingsprogramm hat. Dieses wird von Myles geleitet, der Roman oft härter rannimmt als die anderen Gefangenen. Roman wird mit einem schwierigen Fall beauftragt, denn der Mustang Marquis ist schwer kontrollierbar und aggressiv – so wie er selbst. Henry erklärt ihm, er müsse erst lernen, sich selbst zu beherrschen, bevor er das Pferd kontrollieren kann.
Eines Tages bekommt Roman Besuch von seiner schwangeren Tochter, die er seit vielen Jahren nicht mehr gesehen hat. Sie braucht allerdings nur eine Unterschrift von ihm, die es ihr erlaubt, das Haus zu verkaufen, das ihre Großmutter ihnen hinterlassen hat. Jedes Mal, wenn Roman Besuch bekommt, ist er kommunikativer als zuvor.

## Produktion

### Stab und Besetzung

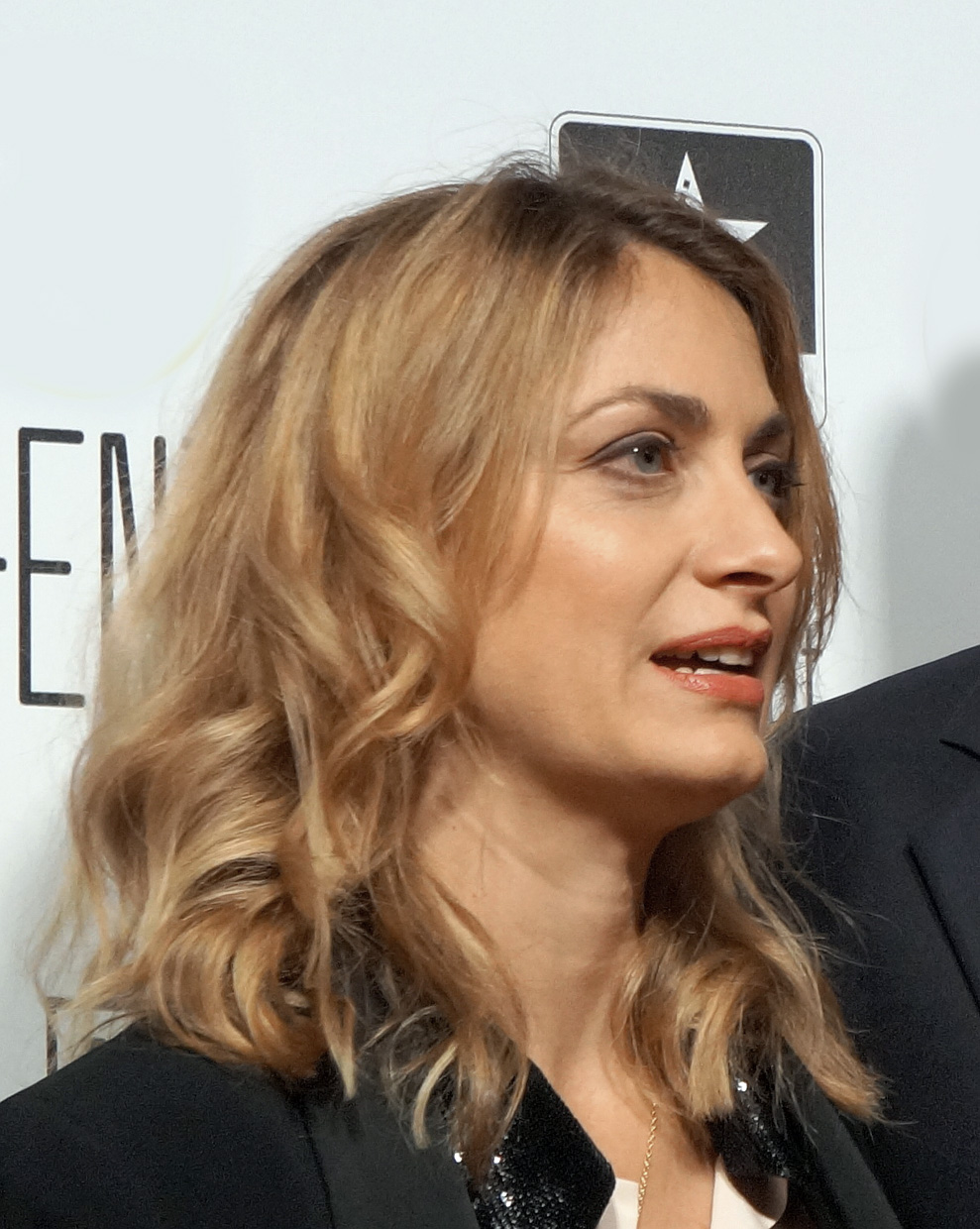
Regisseurin Laure de Clermont-Tonnerre

Es handelt sich bei dem Film um das Spielfilmdebüt der französischen Schauspielerin und Kurzfilmregisseurin Laure de Clermont-Tonnerre. Sie entwickelte das Filmprojekt im Rahmen des Sundance Institute’s 2015 January Screenwriters Lab. Sie überarbeitete hierfür ihren Kurzfilm Rabbit aus dem Jahr 2014, in dem eine inhaftierte Frau einen Hasen als Therapietier erhält. De Clermont-Tonnerre erweiterte die Grundgeschichte in The Mustang, indem sie mit einem Pferd ein Tier wählte, das fest in der amerikanischen Mythologie verankert ist.
Der belgische Schauspieler Matthias Schoenaerts übernahm die Hauptrolle des verurteilten Gewalttäters und Programmteilnehmers Roman Coleman. Connie Britton spielt eine Gefängnispsychologin, Bruce Dern den Leiter des Mustang-Trainingsprogramms, Myles. Die Nachwuchsschauspielerin Gideon Adlon übernahm die Rolle von Romans Tochter. In weiteren Rollen sind Josh Stewart und Jason Mitchell zu sehen.

### Dreharbeiten

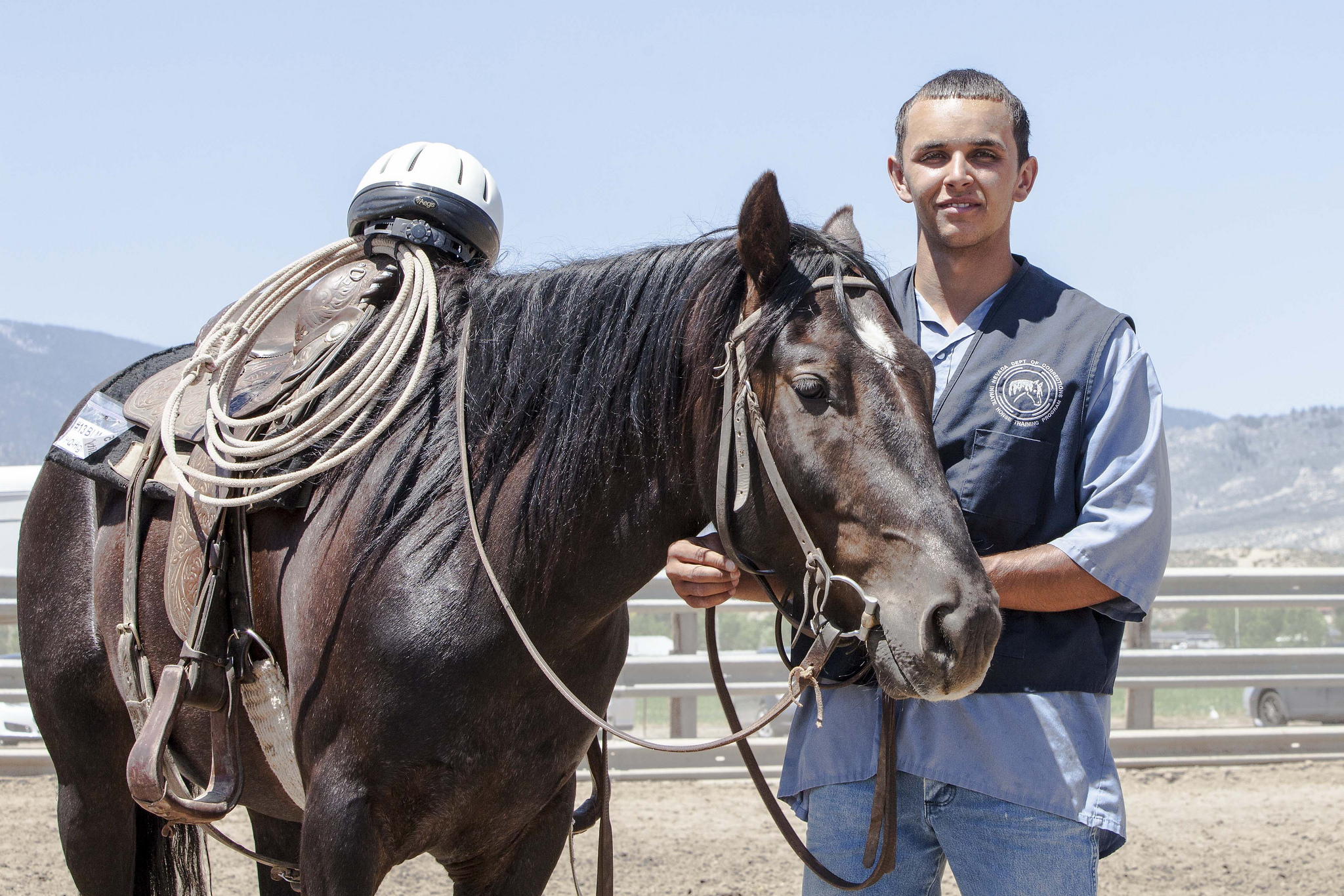
Ein Teilnehmer des Horse and Burro Training Programs im Northern Nevada Correctional Center Carson City, wo der Film auch gedreht wurde

De Clermont-Tonnerre hatte vier Jahre vor der Premiere des Films im Northern Nevada Correctional Center mit ihren Nachforschungen begonnen. Dort entstand das Projekt visuell: „Ich habe diesen Ort geliebt, weil ich hier den erzählerischen und visuellen Kontrast spüren konnte, und das war für den Film sehr wichtig. Mir gefiel, wie dieses Gefängnis in den felsigen Bergen von Nevada lag und wie sie jede Stunde ihre Farben wechselten“, so die Regisseurin. Sie kam mehrere Mal an diesen Ort, um die Figuren und die Geschichte zu erforschen und zu vertiefen. Trotz anfänglicher Probleme durfte sie ihren Film schließlich in diesem Gefängnis in Nevada drehen. Das Besondere an der Location war, dass es neben dem aktiven Gefängnis ein neuwertiges, verlassenes Gefängnis gab, das ihr die völlige Freiheit gab, die Innenräume so zu filmen und zu kleiden, wie wir es für angemessen hielten. Als Kameramann fungierte Ruben Impens.

### Filmmusik und Veröffentlichung
Die Filmmusik komponierte Jed Kurzel. Der Soundtrack, der insgesamt acht Musikstücke umfasst, wurde am 15. März 2019 von Back Lot Music als Download veröffentlicht.
Im Rahmen der Filmfestspiele in Cannes im Mai 2017 sicherte sich Focus Features die Rechte am Film. Im Dezember 2018 wurde der erste Trailer vorgestellt. Der Film wurde am 31. Januar 2019 im Rahmen des Sundance Film Festivals erstmals gezeigt und kam am 15. März 2019 in ausgewählte US-Kinos. Kinostart in Frankreich war am 19. Juni 2019.

## Rezeption

### Altersfreigabe und Kritiken
In den USA erhielt der Film von der MPAA ein R-Rating, was einer Freigabe ab 17 Jahren entspricht.
Der Film stieß bislang auf die Zustimmung von 95 Prozent aller Kritiker bei Rotten Tomatoes und erreichte hierbei eine durchschnittliche Bewertung von 7,5 der möglichen 10 Punkte.

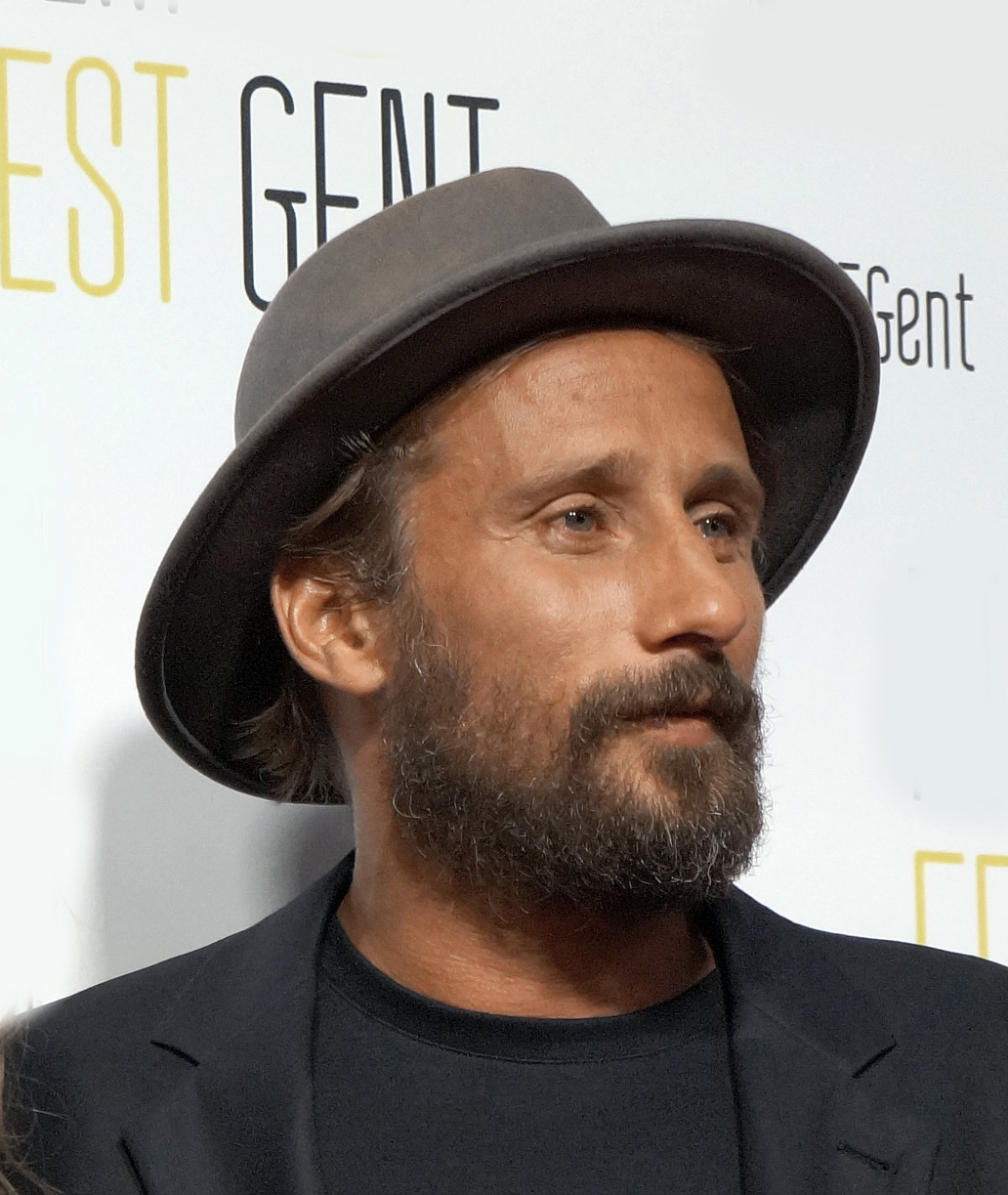
Schauspieler Matthias Schoenaerts bei einer Vorstellung des Films in Gent

David Ehrlich von IndieWire erklärt, The Mustang sei am Anfang und am Ende, an den Extremen seiner Emotionen, viel stärker als dazwischen. Die erste Szene zwischen Roman und dem Pferd, das er später Marquis nennt, sei besonders kraftvoll und fühle sich fast wie eine Hommage an die Eröffnungsszene von Jurassic Park an, da der Hengst in einem dunklen Gehege feststeckt und jedem, der sich ihm näherte, ernsthaften Schaden zugefügt hat. Ehrlich beschreibt The Mustang als ein spannungsgeladenes Gefängnisdrama, das in der Aufmachung eines klassischen Westerns daherkommt. Auch wenn einige Pferde nicht gebrochen werden könnten, vermittele Laure de Clermont-Tonnerres Debütfilm das Gefühl, dass jedoch sogar Männer, die unverzeihlich sündig sind, repariert werden können.
Perri Nemiroff von Collider schreibt, der Film werde durch die Sorgfalt und Sensibilität von Clermont-Tonnerre und eine wahrhaft phänomenale Leistung von Matthias Schoenaerts angetrieben. So fasziniere der Film emotional von dem Moment an, in dem Roman das erste Mal auf das Pferd trifft: „Ähnlich wie Roman ist Marquis eingesperrt, wütend und gewalttätig und die Herausforderung besteht darin, dass die beiden sich gegenseitig vertrauen.“ Weiter verleihe die Kamera dem Film eine naturalistische Atmosphäre, die das Erlebnis verzehnfache: „Die Art und Weise, wie sie Roman in bestimmten Szenen isoliert, zeigt, wie er sich fühlt, und spiegelt sein Auf und Ab in der gesamten Geschichte wider.“ Der Film sei keine Entschuldigung für Romans Verbrechen, aber das Programm, an dem er teilnimmt, fordere ihn heraus, ein besserer Mensch zu sein, so Nemiroff.
In einer Kritik von The Filmstage heißt es, Laure de Clermont-Tonnerre, die das Drehbuch mit Mona Fastvold und Brock Norman Brock schrieb, scheine ein unglaublich großes Vertrauen in ihren Hauptdarsteller zu haben. Schoenaerts habe nicht viele Dialogzeilen, und während Romans Beziehung zu dem Mustang wächst, sehe man die Veränderung in seinem Gesicht.
Owen Gleiberman von Variety schreibt, Schoenaerts wirke wie eine lobotomierte Version von Dwayne Johnson und fordere den Zuschauer immer wieder auf, eine Seele in seinem Inneren zu suchen. Gleiberman resümiert: „In dem Film geht es weniger um einen Sträfling, der zum Pferdeflüsterer wird, als um ein Pferd, das zum Sträflingsflüsterer wird.“

### Auszeichnungen (Auswahl)
Gotham Awards 2019
- Auszeichnung für die Beste Nachwuchsregie (Laure de Clermont-Tonnerre)[12]

Independent Spirit Awards 2020
- Nominierung als Bester Debütfilm
- Nominierung als Beste Hauptdarsteller (Matthias Schoenaerts)[13]

Sundance Film Festival 2015
- Auszeichnung mit dem NHK Award (Laure de Clermont-Tonnerre)[14]